# Климент Вучев
Климент Петров Вучев е български инженер, бизнесмен и политик – министър на промишлеността през 1995 – 1996 година.

## Биография
Роден е на 30 октомври 1937 година в с. Якоруда. През 1963 година завършва висше инженерно образование по специалност „Технология на машиностроенето“ в Машинно-електротехническия институт в София.
След дипломирането си до 1966 година работи като конструктор в Акумулаторния завод в Пазарджик. От 1963 до 1974 г. е в ДСО „Металхим“, през 1976-1977 г. е директор на Слаботоковия завод в София. През 1978-1988 година Вучев е първи заместник главен директор на ДСО „Електрон“, а след неговото преобразуване в „Електрон консорциум“ АД през 1991 година остава негов ръководител.
В периода 25 януари 1995 – 10 юни 1996 година е министър на промишлеността в правителството на Жан Виденов. Като министър създава т.нар. Промишлен фонд за развитие на отрасъла, регистриран като ООД начело със самия Вучев. Първоначалният капитал, събран изключително от вноски на държавни предприятия, е в размер на 1096,5 млн. лв., увеличен на 1754,5 млн. лв. Няколко дни след увеличението на капитала и след като се противопоставя на премиера малко на брой държавни заводи да бъдат приватизирани, а други фалирани, той е освободен от поста. Наследилият го министър Любомир Дачев установява, че Вучев е избран за шеф на Промишления фонд не в качеството му на министър, а като физическо лице.
След 1998 г. се занимава също с бизнес, свързан с „Дума прес“ и „Нефтохим“.
Климент Вучев почива на 78-годишна възраст на 15 юни 2016 година